# Ágios Nikólaos (Fytía, Imathie)
Pour les articles homonymes, voir Agios Nikolaos.
Ágios Nikólaos (grec moderne : Άγιος Νικόλαος) est une localité située dans le dème de Véria, dans le district régional d'Imathie, dans la periphérie de Macédoine-Centrale, en Grèce.
Selon le recensement de 2011, elle compte 68 habitants.